# Ignaz Heinrich von Wessenberg

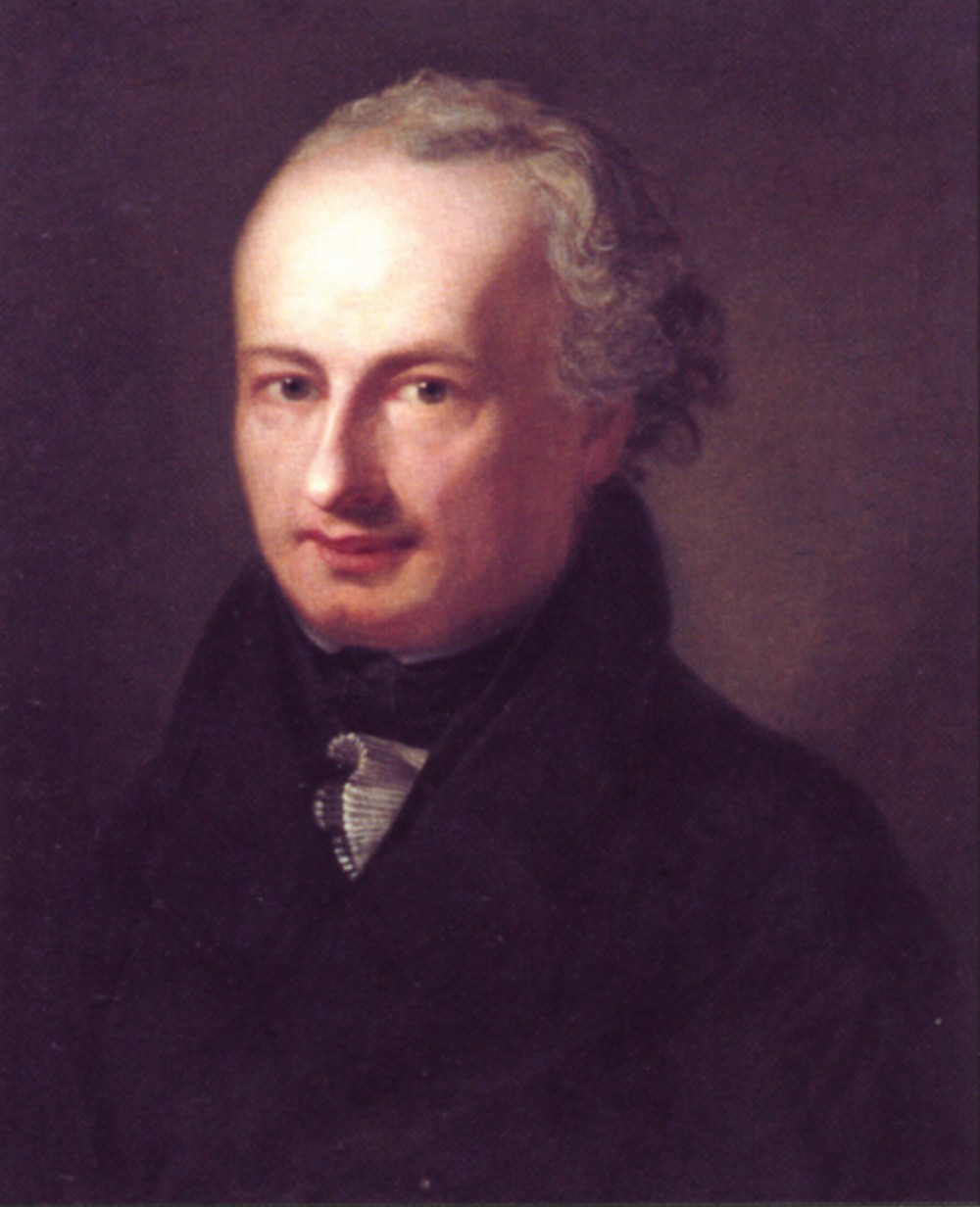
Ignaz Heinrich von Wessenberg, porträtt av Marie Ellenrieder år 1819.

Ignaz Heinrich Karl von Wessenberg, född den 4 november 1774 i Dresden, död den 6 augusti 1860 i Konstanz, var en tysk friherre, prelat och patriot, bror till Johann Philipp von Wessenberg.
von Wessenberg studerade vid högskolan i Dillingens universitet i Dillingen an der Donau, där Michael Sailer utövade mycket stort inflytande på honom, samt vid Würzburgs och Wiens universitet. Den bekantskap han redan i Würzburg fick göra med dåvarande koadjutorn av Mainz och Konstanz, Karl Theodor von Dalberg, bestämde hans fortsatta bana. 
Den föranledde, att von Wessenberg 1800 av von Dalberg förordnades att som generalvikarie förestå biskopsstiftet Konstanz, varunder även en del av det katolska Schweiz lydde. I denna egenskap utvecklade han en rastlös verksamhet för att utföra genomgripande reformer på det kyrkliga området. Särskilt nitälskade han för folkundervisningens höjande, i detta hänseende påverkad av Pestalozzi. 
Därigenom ådrog han sig emellertid kurians ovilja, och han förbättrade ingalunda sin ställning genom sina ivriga, om än fruktlösa bemödanden som von Dalbergs fullmäktig vid Wienkongressen att upprätta en tysk-katolsk nationalkyrka under ledning av en tysk primas och återuppliva de gamla reformkoncilierna. 
När sedermera, efter biskop von Dalbergs död 1817, von Wessenberg av Konstanz domkapitel enhälligt utsågs till dennes efterträdare på biskopsstolen, underkände kurian valet samt nekade stadfästelse, och när han efter stiftet Konstanz upphävande 1827 uppfördes på förslag till ärkebiskop av Freiburg, förbigicks han på högre ort. 
Lika litet ville Rom ingå på württembergska regeringens önskan, att von Wessenberg skulle utnämnas till biskop av Rottenburg. von Wessenberg drog sig nu undan till privatlivet, med undantag av att han till 1833 var ledamot av Badens första kammare, samt levde för sina studier och för de sköna konsterna, vilka i honom ägde en synnerligen varm beskyddare. 
von Wessenberg var även verksam som skriftställare. Utom en mängd smärre tillfällighetsskrifter utgav han ett större kyrkohistoriskt arbete, Die grossen Kirchenversammlungen des 15. und 16. Jahrhunderts in Beziehung auf Kirchenverbesserung (4 band; 1840), liksom ett mer populärt filosofiskt verk: Gott und die Welt (2 band, 1857), samt Sämmtliche Gedichte (7 band, 1834–1854). 
Särskilt inflytelserika var hans tidskrifter. Även från katolskt håll erkänns numera, att hans reformarbete var "utgånget från höga kristliga och sedliga ideal" och att han trots sin kritik av Mariakult etc. inte hemföll åt rationalismen.